# Keten

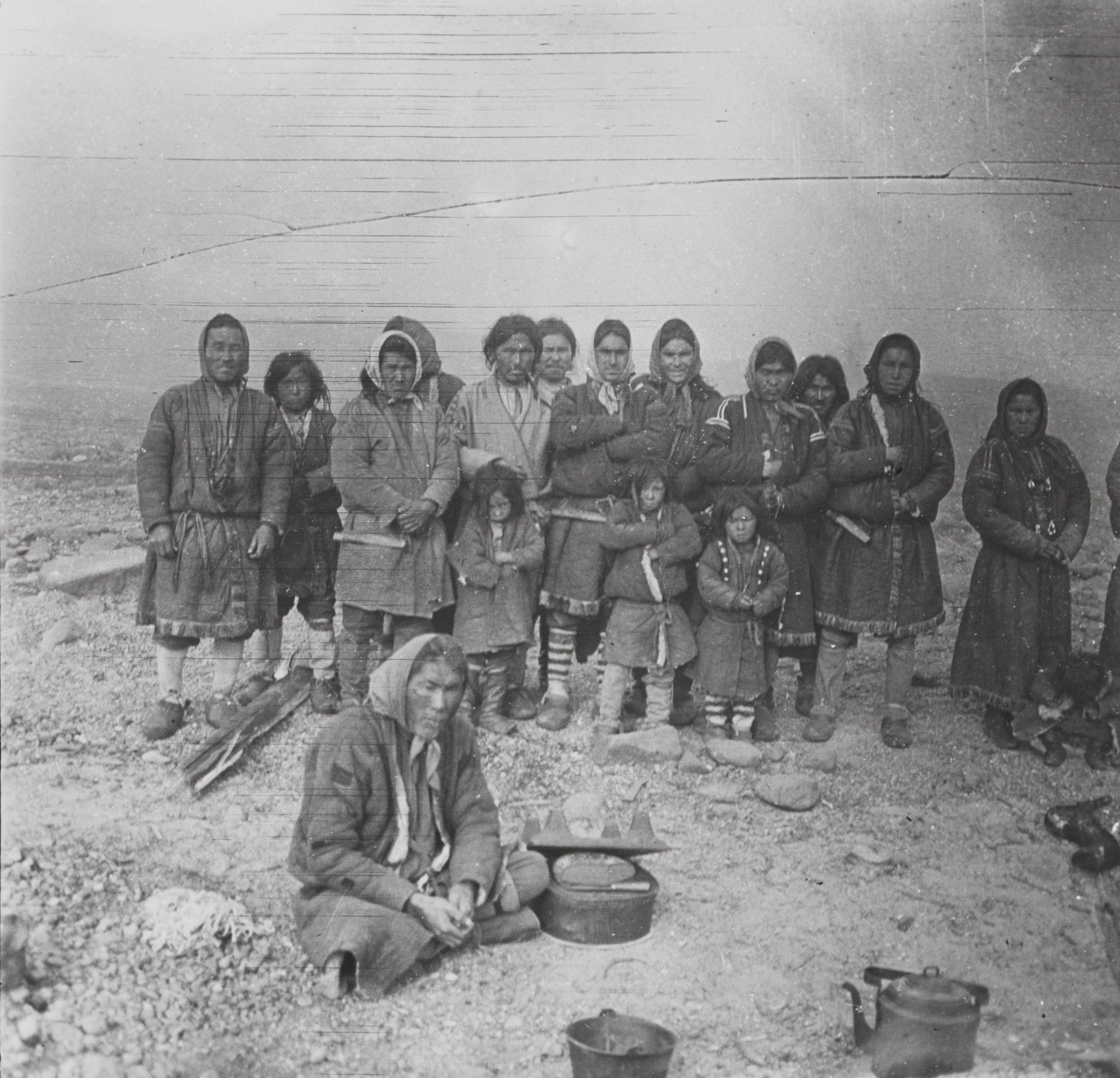
Eine Gruppe Keten in Sumarokowa (1913), fotografiert von Fridtjof Nansen

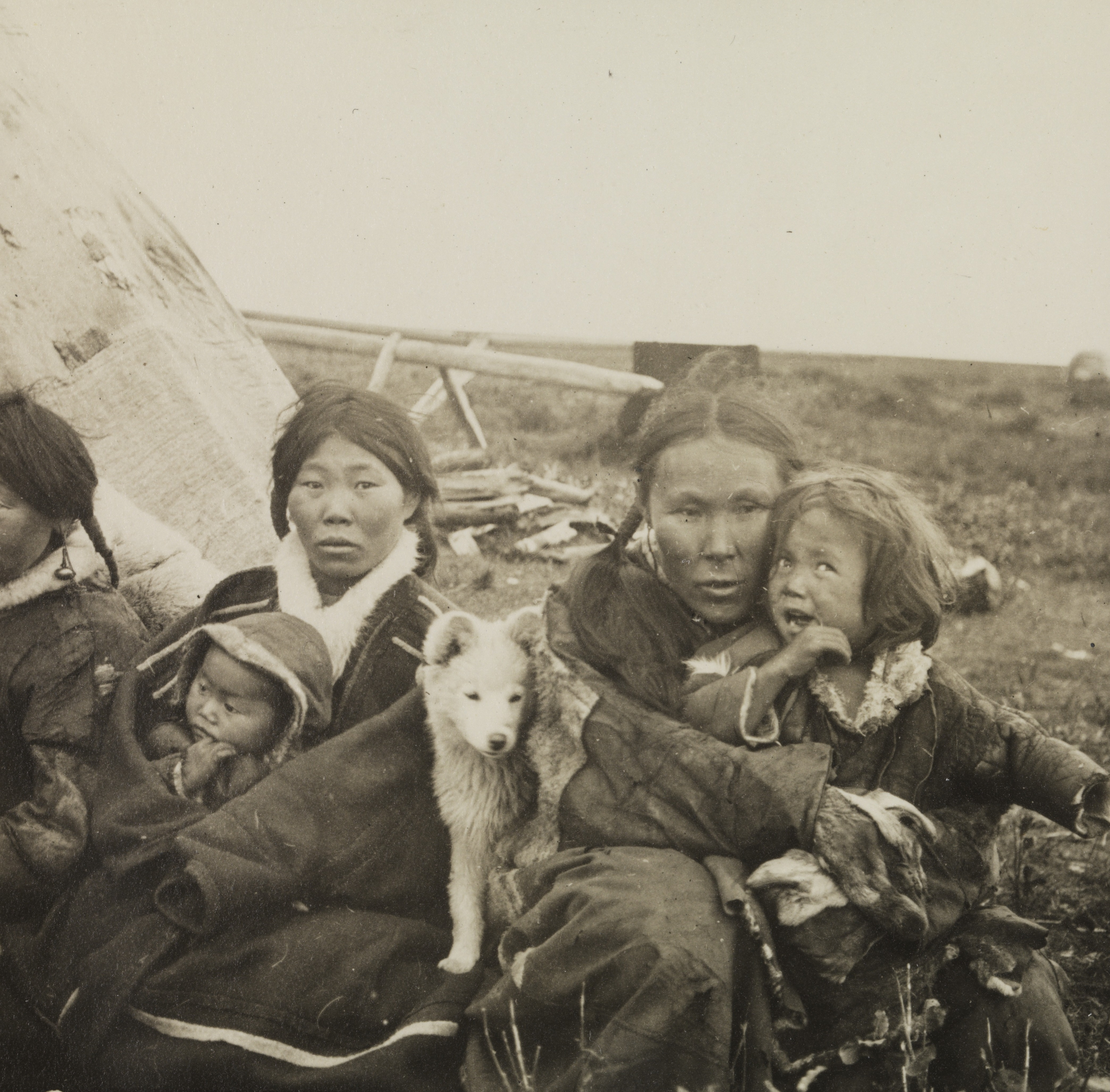
Ketenfrauen mit Kindern, Aufnahme Fridtjof Nansen

Die Keten, auch Ketó (russisch кеты, kety; Eigenbezeichnung Sg. ket („Mensch“) oder Pl. deng („Leute“, „Volk“), historische Bezeichnung Jenissei-Ostjaken) sind eines der 44 „indigenen Völker des russischen Nordens“. Bei der Volkszählung des Jahres 2010 gaben 1219 Personen an, ketischer Nationalität zu sein.
Die Keten leben in mehreren Gebieten der Region Krasnojarsk: die meisten im Rajon Turuchansk links des Jenissei, weitere in zwei voneinander getrennten Untergruppen im ehemaligen Autonomen Kreis der Ewenken rechts des Jenissei.

## Sprache, Kultur und Religion
Die ketische Sprache gehört zur Gruppe der paläosibirischen Sprachen und ist innerhalb dieser die einzige bis heute gesprochene Sprache aus der jenisseischen Sprachfamilie. 1989 gaben 48 % der Keten an, das Ketische als Muttersprache zu sprechen.
Ihre überlieferte Lebensweise basiert auf Jagd und Fischfang und steht in enger Beziehung zu den großen sibirischen Flüssen.
Der sogenannte klassische Schamanismus ist die ethnische Religion der Keten. Der Ethnologe Klaus E. Müller spricht hier von „Elementarschamanismus“ und meint damit die archaischste Form dieser spirituellen Praxis, die typisch für sibirische Ethnien war, bei denen die Jagd kulturell eine herausragende Rolle spielte. Die Keten haben ein erbliches oder göttlich übertragenes Schamanentum. Die Lehrzeit und Initiation dauert sehr lange (21 J.), danach haben sie einen hohen gesellschaftlichen Status („Eisengeweihkrone“). Für einfache Dinge wie Heilungen sind niedere Bärenschamanen zuständig. Rentierschamanen halten Kontakt zur oberen Welt. Die Trommel ist wie anderswo ein personifizierter Tierhelfer. Es gibt starke Einflüsse des turk-mongolischen Schamanismus.
Die Christianisierung hat bei vielen abgelegenen Völkern Sibiriens nur oberflächlich stattgefunden, so dass synkretistische Mischreligionen heute häufig sind. Die Keten gehören jedoch zu den wenigen Völkern, die nach wie vor weitgehend der Tradition des Schamanismus folgen.
Wie bei anderen Völkern im Norden von Eurasien gehört zur Tradition der Keten ein Bärenkult. Ein Bär gilt als Ahn, weil in ihm die Seele eines verstorbenen Menschen steckt. Bei einem getöteten Bären wird nach bestimmten körperlichen Merkmalen gesucht, um herauszufinden, wessen Seele er beherbergte. Außerdem existiert die Vorstellung, der Bär habe hellseherische Fähigkeiten, er könne die menschliche Sprache verstehen und sogar Gedanken erraten. Deswegen wandten laut dem Bericht einer 1905 bis 1908 durchgeführten Forschungsexpedition die Keten eine Beschwichtigungsformel an, wenn sie einen Bären bei der Jagd umstellt hatten: „‚Sei nicht böse, Großvater! Komm zu uns als Gast.‘ Erst dann schlägt man ihn tot.“ Weitere Rituale waren beim Zerlegen des Bärenfleisches zu beachten, so durfte etwa kein Blut auf die Erde tropfen. Für den Schädel eines getöteten Bären wurde ein eigenes Bretterhäuschen errichtet. Der finnische Sprachwissenschaftler Kai Donner beschreibt ein Bärenfest, an dem er 1912 teilnahm, bei dem eine mit feuchter Holzkohle auf Birkenrinde gemalte Bärenfigur im Mittelpunkt stand.